# Pescatoria lalindei
Pescatoria lalindei là một loài thực vật có hoa trong họ Lan. Loài này được (Linden) Dressler mô tả khoa học đầu tiên năm 2005.

## Hình ảnh

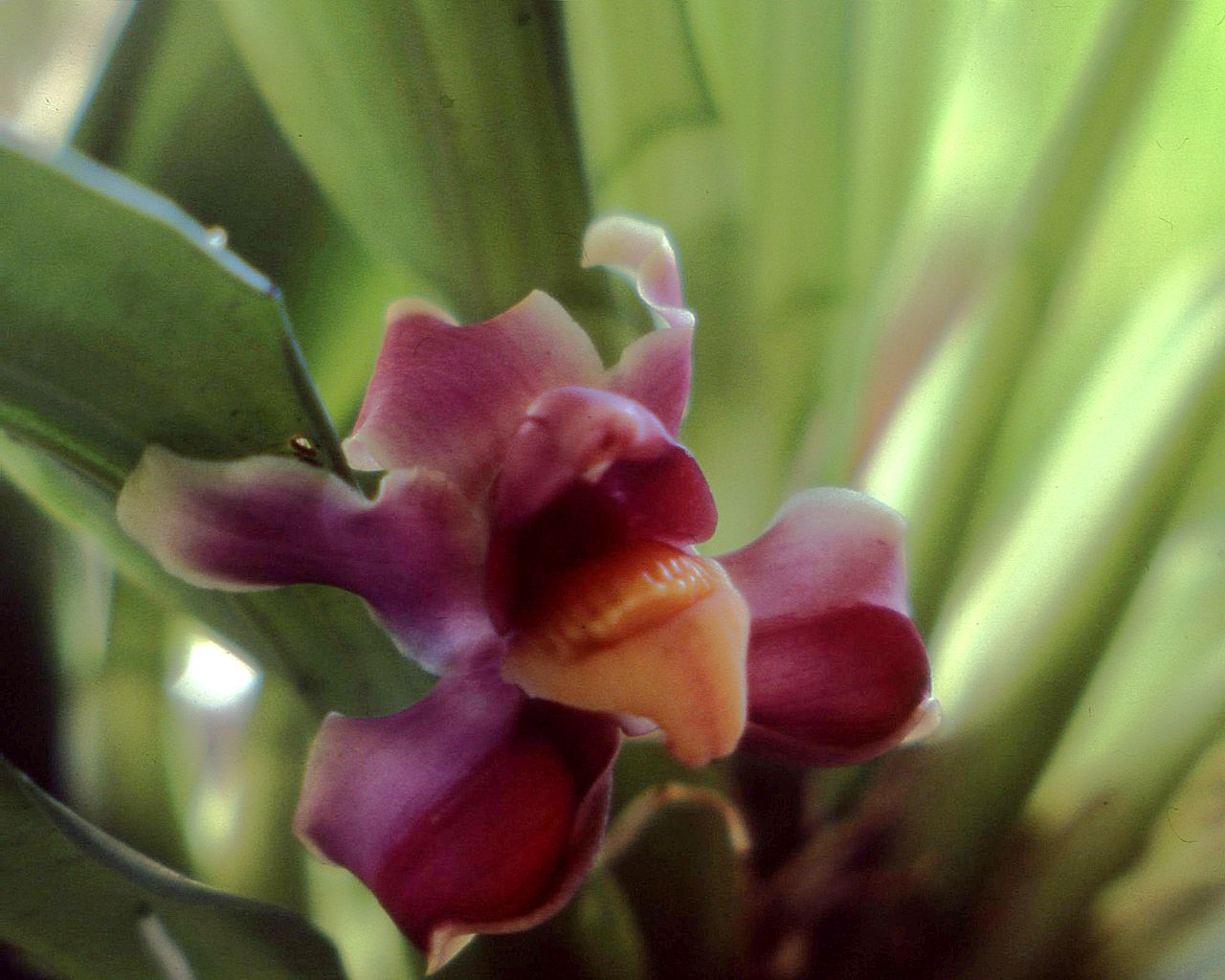